# 김소연 (1980년)
김소연(金素姸, 1980년 11월 2일 ~ )은 대한민국의 배우이다.

## 출신학교 및 학력
- 서울청담초등학교 (졸업)
- 청담중학교 (졸업)
- 일산동고등학교 (졸업)
- 동국대학교 연극학과 99학번 (졸업)

## 동료 동기 관계
- 정소영
- 이보영

## 동료 동기 친구들
- 추소영
- 박윤재
- 진태현
- 조정석
- 인교진
- 홍수현
- 오유나
- 조여정
- 한채영
- 오윤아
- 윤정희

## 경력
| 연도  | 사항                                             |
| ----- | ------------------------------------------------ |
| 2005  | 동국대학교 건학 100주년 예술인 동문 명예홍보대사 |
| 2008  | 아름다운행사 일일 홍보대사                       |
| 2009  | 국가정보원 명예요원                              |
| 2012  | 한국커피협회 명예 바리스타                       |
| 2015  | 강남세무서 1일 명예민원봉사실장                  |
| 2021~ | 동행복권 복권 홍보대사·행복공감봉사단장          |

## 출연 작품

### 드라마, 시트콤
| 연도      | 방송사   | 제목                                     | 역할                                     | 비고     |
| --------- | -------- | ---------------------------------------- | ---------------------------------------- | -------- |
| 1994      | SBS      | 공룡선생                                 |                                          |          |
| 1994 1995 | KBS2     | 딸부잣집                                 | 차여사의 딸 혜리                         | 70부작   |
| 1995      | SBS      | LA 아리랑                                |                                          |          |
| 1995      | KBS1     | 신세대 보고 - 어른들은 몰라요: 어떤 유혹 |                                          |          |
| 1995      | KBS2     | KBS 드라마게임 - 민우 대 민우            |                                          |          |
| 1995      | KBS2     | KBS 드라마게임 - 두자의 어떤 여름        |                                          |          |
| 1996      | SBS      | 엄마는 못말려                            | 첫째딸                                   |          |
| 1996      | KBS2     | KBS 드라마게임 - Come Back Home          | 박미경                                   |          |
| 1996      | KBS2     | 신고합니다                               | 우지수                                   | 18부작   |
| 1996      | SBS      | 도시남녀                                 | 유원희                                   | 36부작   |
| 1996      | MBC      | 가슴을 열어라                            | 정유경                                   | 24부작   |
| 1996      | MBC      | 전원일기                                 | 김지선                                   |          |
| 1996      | MBC      | 일곱개의 숟가락                          | 혜주                                     | 6부작    |
| 1997      | MBC      | 남자 셋 여자 셋                          | 김소연                                   | 525부작  |
| 1997      | MBC      | 예스터데이                               | 이승혜                                   | 21부작   |
| 1998      | SBS      | 순풍산부인과                             | 오소연                                   | 682부작  |
| 1998      | SBS      | 사랑해 사랑해                            | 이순영                                   | 44부작   |
| 1998      | SBS      | 승부사                                   | 김서주                                   | 24부작   |
| 1998      | KBS2     | KBS 드라마시티 - 무늬만 소매치기         | 김지현                                   |          |
| 1999      | KBS2     | 우리는 길 잃은 작은 새를 보았다          | 서가희                                   | 16부작   |
| 1999      | KBS2     | 광끼                                     | 이예린                                   | 36부작   |
| 2000      | MBC      | 이브의 모든 것                           | 허영미                                   | 20부작   |
| 2000 2001 | MBC      | 엄마야 누나야                            | 노승리 / 장유경                          | 50부작   |
| 2002      | MBC      | 그 햇살이 나에게                         | 김연우                                   | 16부작   |
| 2002 2003 | MBC      | 삼총사                                   | 최서영                                   | 17부작   |
| 2004      | SBS      | 2004 인간시장                            | 홍시연                                   | 20부작   |
| 2005      | MBC      | 가을 소나기                              | 이규은                                   | 16부작   |
| 2008      | SBS      | 식객                                     | 윤주희                                   | 24부작   |
| 2009      | KBS2     | 아이리스                                 | 김선화                                   | 20부작   |
| 2010      | SBS      | 검사 프린세스                            | 마혜리                                   | 16부작   |
| 2010      | SBS      | 닥터 챔프                                | 김연우                                   | 16부작   |
| 2010      | SBS      | 아테나: 전쟁의 여신                      | 김선화                                   | 특별출연 |
| 2012      | SBS      | 대풍수                                   | 해인                                     | 35부작   |
| 2013      | KBS2     | 아이리스 2                               | 김선화                                   | 특별출연 |
| 2013      | MBC      | 투윅스                                   | 박재경                                   | 16부작   |
| 2014      | tvN      | 로맨스가 필요해 3                        | 신주연                                   | 16부작   |
| 2015      | JTBC     | 순정에 반하다                            | 김순정                                   | 16부작   |
| 2015      | 웹드라마 | 고품격 짝사랑                            | 한밤의 연예가 통신 MC / 라디오 DJ 목소리 | 특별출연 |
| 2016      | MBC      | 한 번 더 해피엔딩                        | 원고인 김송율                            | 특별출연 |
| 2016      | MBC      | 주말연속극 가화만사성                    | 봉해령                                   | 51부작   |
| 2017      | MBC      | 보그맘                                   | 나흥신                                   | 특별출연 |
| 2017      | MBC      | 20세기 소년소녀                          | 김소연 감독                              | 특별출연 |
| 2018      | SBS      | 시크릿 마더                              | 김은영 / 리사 김                         | 40부작   |
| 2019      | KBS2     | 세상에서 제일 예쁜 내 딸                 | 강미리 (강승연)                          | 108부작  |
| 2020      | SBS      | 펜트하우스                               | 천서진                                   | 21부작   |
| 2021      | SBS      | 펜트하우스 2                             | 천서진                                   | 13부작   |
| 2021      | SBS      | 펜트하우스 3                             | 천서진                                   | 14부작   |
| 2023      | SBS      | 모범택시 2                               | 모범택시 1호 기사                        | 특별출연 |
| 2023      | tvN      | 구미호뎐 1938                            | 류홍주                                   | 12부작   |
| 2023      | SBS      | 7인의 탈출                               | 류홍주                                   | 특별출연 |
| 2024      | JTBC     | 정숙한 세일즈                            | 한정숙                                   | 12부작   |

### 영화
| 연도 | 제목                                | 역할        | 비고     |
| ---- | ----------------------------------- | ----------- | -------- |
| 1997 | 체인지                              | 고은비      |          |
| 2005 | 칠검                                | 녹주        |          |
| 2007 | The Pictures                        |             | 단편영화 |
| 2010 | 아이리스: 더 무비                   | 김선화      |          |
| 2012 | 가비                                | 따냐        |          |
| 2015 | 오늘의 연애                         | 준수 여친 1 | 우정출연 |
| 2022 | It's Alright- 고마워, 과연 마스크야 |             | 단편영화 |

### 연극
| 연도 | 제목 | 역할     | 비고 |
| ---- | ---- | -------- | ---- |
| 2008 | 햄릿 | 오필리어 |      |

### 뮤직비디오
- 1996년 김보희 - 굿바이 애니
- 1997년 이지훈 - 왜 하늘은
- 1998년 사준 - 남겨진 슬픔
- 1999년 정재욱 - 어리석은 이별
- 2008년 KCM - 클레식

## 그 외 활동

### 방송
| 방송사 | 제목                      | 역할                    | 기간                              | 비고                        |
| ------ | ------------------------- | ----------------------- | --------------------------------- | --------------------------- |
| MBC    | 인기가요 베스트 50        | 진행                    | 1997년 3월 8일~1997년 10월 18일   | with 김진수, 이윤석         |
| SBS    | SBS 인기가요              | 진행                    | 1998년 12월 6일~2000년 4월 16일   | with 김진                   |
| KBS2   | 《해피투게더》            | 게스트                  | 2004년 3월 18일                   | with 은지원, 이수근, 이수영 |
| KBS2   | 《해피투게더》            | 게스트                  | 2008년 12월 4일                   |                             |
| KBS2   | 《해피투게더》            | 게스트                  | 2009년 11월 12일                  |                             |
| KBS2   | 《김승우의 승승장구》     | 게스트                  | 2010년 3월 2일                    |                             |
| SBS    | 강심장                    | 게스트                  | 2010년 9월 28일~2010년 10월 5일   |                             |
| SBS    | 강심장                    | 게스트                  | 2012년 10월 23일~2012년 10월 30일 |                             |
| MBC    | 진짜 사나이 여군특집 1기  | 고정출연                | 2014년 8월 24일~2014년 9월 21일   |                             |
| MBC    | 우리 결혼 했어요          | 고정출연                | 2015년 9월 5일~2016년 4월 9일     | with 곽시양                 |
| MBC    | 미스터리 음악쇼 복면가왕  | 참가자 (반갑습니다람쥐) | 2016년 9월 18일                   |                             |
| tvN    | SNL 코리아                | 호스트                  | 2017년 4월 29일                   |                             |
| SBS    | 미운 우리 새끼            | 스페셜 MC               | 2018년 1월 14일                   |                             |
| JTBC   | 한끼줍쇼                  | 게스트                  | 2019년 5월 29일                   | with 홍종현                 |
| SBS    | 런닝맨                    | 게스트                  | 2020년 11월 22일                  | with 이지아, 유진, 하도권   |
| MBC    | 놀면뭐하니?               | 게스트                  | 2021년 1월 9일                    |                             |
| SBS    | 집사부일체                | 사부(게스트)            | 2021년 2월 14일, 21일             | with 유진, 이지아           |
| SBS    | 펜트하우스-540일간의 기록 | 출연                    | 2021년 9월 18일                   |                             |
| tvN    | 해치지않아                | 게스트                  | 2021년                            | with 최예빈, 박기웅         |
| tvN    | 유 퀴즈 온 더 블럭        | 게스트                  | 2023년 5월 3일                    |                             |
| tvN    | 놀라운 토요일             | 게스트                  | 2023년 5월 6일                    | with 이동욱, 김범           |

### 광고
| 연도      | 제목                                                                |
| --------- | ------------------------------------------------------------------- |
| 1996      | 빙그레 후로즌트, 초코지오                                           |
| 1996      | 아모레퍼시픽 레쎄                                                   |
| 1996      | 마르조                                                              |
| 1997      | 아프로만컴퓨터                                                      |
| 1997      | 쏘렌 - 겨울                                                         |
| 1997      | 더블리치 - 칼라업샴푸                                               |
| 1997      | 쏘렌 - 립스틱                                                       |
| 1997      | 더블리치 - 콘서트                                                   |
| 1997      | 롯데리아 밀라노샌드 - 경품대축제                                    |
| 1997      | 롯데피자                                                            |
| 1999      | 나산 꼼빠니아                                                       |
| 1999      | 마리끌레르 - 투명한나                                               |
| 2000      | 마리끌레르 - 김소연 편                                              |
| 2000      | 이퀸즈국민카드 - 여왕                                               |
| 2000      | 티피코시                                                            |
| 2001      | 마리끌레르 - 또 다른 나의 모습                                      |
| 2001      | 마리끌레르 - 공항에서                                               |
| 2001      | 전자랜드 (류시원, 김상중, 소유진과 함께 출연)                       |
| 2004      | KT K-bank                                                           |
| 2010      | 코리아나 화장품 오브로                                              |
| 2012      | 웅진화장품 에스체                                                   |
| 2012      | 디아지오코리아 18년산 슈퍼 프리미엄 위스키 조니워커 플래티넘 레이블 |
| 2012~     | 한성에프아이 올포유                                                 |
| 2016      | 갤러리아면세점                                                      |
| 2018      | 아임쉬크                                                            |
| 2019      | 아이오페 슈퍼바이탈크림                                             |
| 2020      | 랑콤                                                                |
| 2021      | 매일유업 셀렉스                                                     |
| 2021      | JMW 루미에어                                                        |
| 2021      | 시화MTV 보니타가                                                    |
| 2021      | 트렌카디즘                                                          |
| 2021      | 이수역 동작 하이팰리스                                              |
| 2021      | 치킨인류                                                            |
| 2021      | 보토코리아                                                          |
| 2021~2022 | 슬림9                                                               |
| 2021~     | 셀트리온 스킨큐어 셀큐어                                            |
| 2021~     | 원텍 올리지오                                                       |
| 2021~     | 한림제약 다제스                                                     |
| 2023      | 동일토건 청주 동일하이빌 파크레인                                   |
| 2023      | 라비앙                                                              |

## 수상 및 후보
| 연도 | 시상식                              | 부문                                 | 작품                       | 결과 |
| ---- | ----------------------------------- | ------------------------------------ | -------------------------- | ---- |
| 1994 | 미스빙그레                          | 준 미스 빙그레                       | 빈칸                       | 수상 |
| 1995 | KBS 연기대상                        | 아역상                               | KBS 드라마게임             | 수상 |
| 1998 | SBS 연기대상                        | 인기상                               | 순풍산부인과 사랑해 사랑해 | 수상 |
| 2000 | MBC 연기대상                        | 캐릭터인기상                         | 이브의 모든 것             | 수상 |
| 2008 | SBS 연기대상                        | 특별기획부문 여자 조연상             | 식객                       | 수상 |
| 2009 | KBS 연기대상                        | 여자 인기상                          | 아이리스                   | 수상 |
| 2009 | KBS 연기대상                        | 중편드라마부문 여자 우수연기상       | 아이리스                   | 후보 |
| 2010 | 제46회 백상예술대상                 | TV부문 여자 최우수연기상             | 아이리스                   | 후보 |
| 2010 | SBS 연기대상                        | 10대 스타상                          | 검사프린세스 닥터 챔프     | 수상 |
| 2010 | SBS 연기대상                        | 특별기획부문 여자 최우수연기상       | 검사프린세스 닥터 챔프     | 후보 |
| 2011 | 제6회 아시아모델상시상식            | 아시아특별상                         | 빈칸                       | 수상 |
| 2011 | 제9회 한국주얼리페어                | 베스트주얼리레이디                   | 빈칸                       | 수상 |
| 2012 | 제20회 대한민국문화연예대상         | 영화부문 여자 우수상                 | 가비                       | 수상 |
| 2012 | SBS 연기대상                        | 드라마스페셜부문 여자 최우수연기상   | 대풍수                     | 후보 |
| 2013 | 제18회 부산국제영화제 APAN 스타로드 | 아시아 패셔니스타상 여자부문         | 빈칸                       | 수상 |
| 2013 | 제2회 대전드라마페스티벌            | 여자 우수연기상                      | 투윅스                     | 수상 |
| 2013 | 헤럴드 동아TV 라이프스타일 어워드   | 베스트 스타일상                      | 빈칸                       | 수상 |
| 2013 | MBC 연기대상                        | 미니시리즈부문 여자 우수연기상       | 투윅스                     | 후보 |
| 2015 | MBC 방송연예대상                    | 버라이어티부문 여자 최우수상         | 우리 결혼했어요            | 수상 |
| 2016 | 제5회 아시아태평양 스타 어워즈      | 장편드라마부문 여자 최우수연기상     | 가화만사성                 | 수상 |
| 2016 | 제9회 코리아 드라마 어워즈          | 올해의 스타상                        | 가화만사성                 | 수상 |
| 2016 | 제9회 코리아 드라마 어워즈          | 연기대상                             | 가화만사성                 | 수상 |
| 2016 | MBC 연기대상                        | 대상                                 | 가화만사성                 | 후보 |
| 2016 | MBC 연기대상                        | 연속극부문 여자 최우수연기상         | 가화만사성                 | 수상 |
| 2016 | MBC 연기대상                        | 베스트 커플상 (with 이상우)          | 가화만사성                 | 후보 |
| 2018 | SBS 연기대상                        | 주말·일일드라마부문 여자 우수연기상  | 시크릿 마더                | 수상 |
| 2019 | KBS 연기대상                        | 장편드라마부문 여자 우수연기상       | 세상에서 제일 예쁜 내 딸   | 수상 |
| 2019 | KBS 연기대상                        | 네티즌상                             | 세상에서 제일 예쁜 내 딸   | 후보 |
| 2020 | SBS 연기대상                        | 대상                                 | 펜트하우스                 | 후보 |
| 2020 | SBS 연기대상                        | 중・장편드라마부문 여자 최우수연기상 | 펜트하우스                 | 수상 |
| 2021 | 제57회 백상예술대상                 | TV부문 여자 최우수연기상             | 펜트하우스                 | 수상 |
| 2021 | 서울드라마어워즈                    | 여자연기자상                         | 펜트하우스                 | 후보 |
| 2021 | 제 34회 그리메상                    | 최우수 여자연기자상                  | 펜트하우스                 | 수상 |
| 2021 | SBS 연기대상                        | 대상                                 | 펜트하우스                 | 수상 |
| 2022 | 방송광고 페스티벌                   | CF스타 최우수상                      | 빈칸                       | 수상 |
| 2023 | 2023 올해의 브랜드 대상             | 여자배우(드라마)                     | 구미호뎐1938               | 수상 |